# (7091) 1992 JA
(7091) 1992 JA (1992 JA, 1954 YO) — астероїд головного поясу, відкритий 1 травня 1992 року.
Тіссеранів параметр щодо Юпітера — 3,419.